# 夢瑜伽
夢瑜伽，是藏傳密宗與苯教的一種修持方法。修行者在夢中保持清醒繼續禪修，目標是體驗到心的本性——佛性。為那洛六法之一，在寧瑪派和噶舉派各有傳承。